# Лас-Паринас
 Лас-Паринас  — геологический и культурный регион, расположенный на западе провинции Катамарка, Аргентина. Состоит из уникальных вулканических геоморфологий.
На сегодняшний день регион является важнейшим центром животноводства, где в первую очередь разводят лам и овец для использования шерсти, которая будет использоваться в качестве текстильных изделий. 15 ноября 2001 года, регион был избран правительством в качестве кандидата на включение в список объектов Всемирного наследия ЮНЕСКО в Аргентине из-за его предполагаемой универсальной, природной и культурной ценности, но впоследствии номинацию сняли.